# Roewe

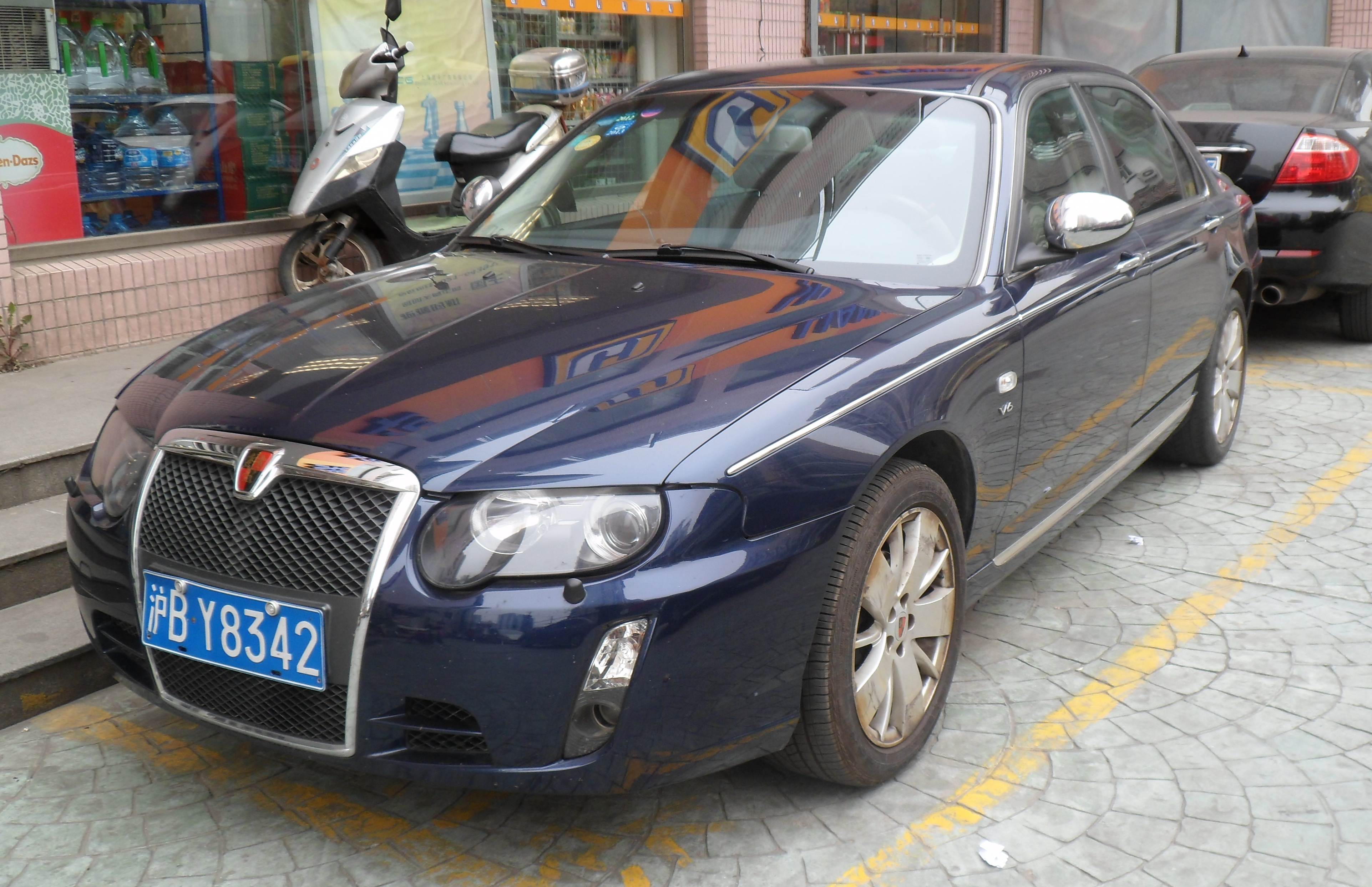
Roewe 750

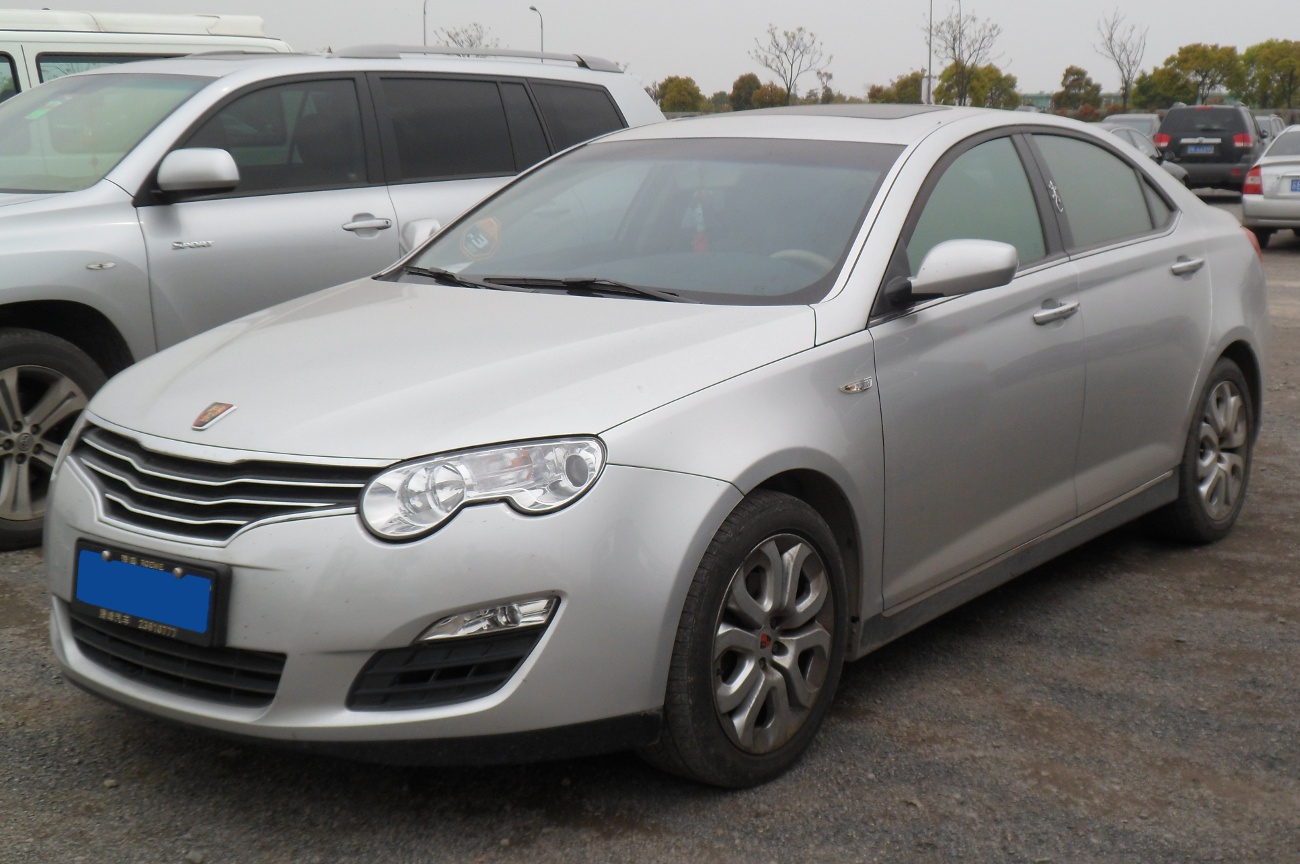
Roewe 550

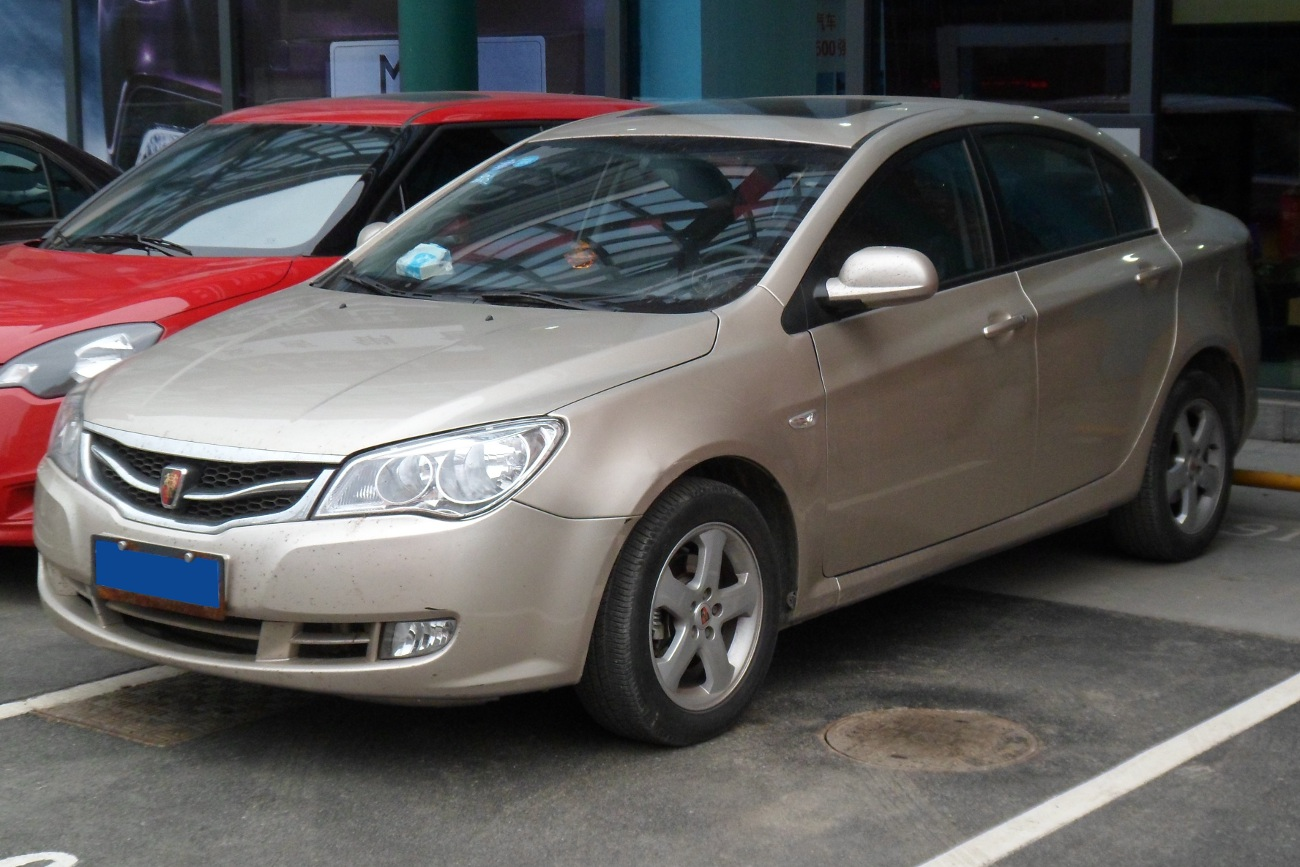
Roewe 350

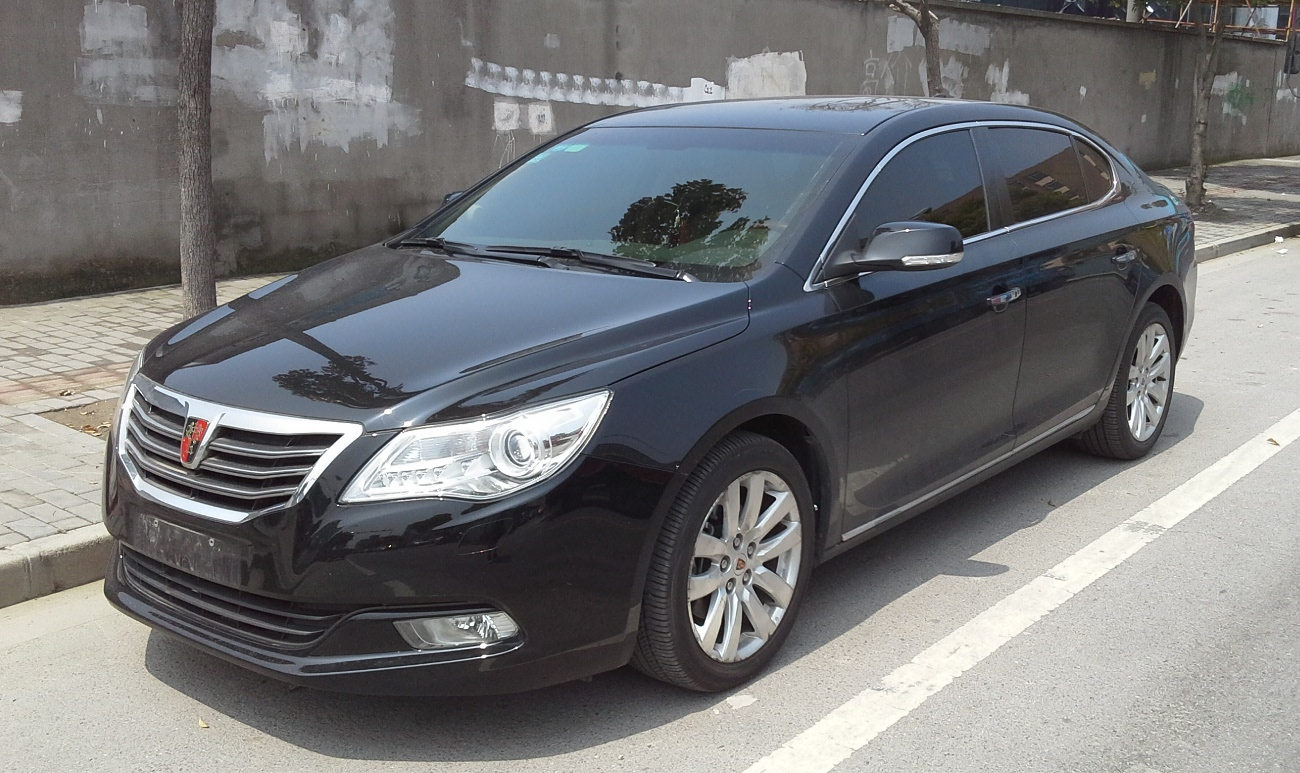
Roewe 950

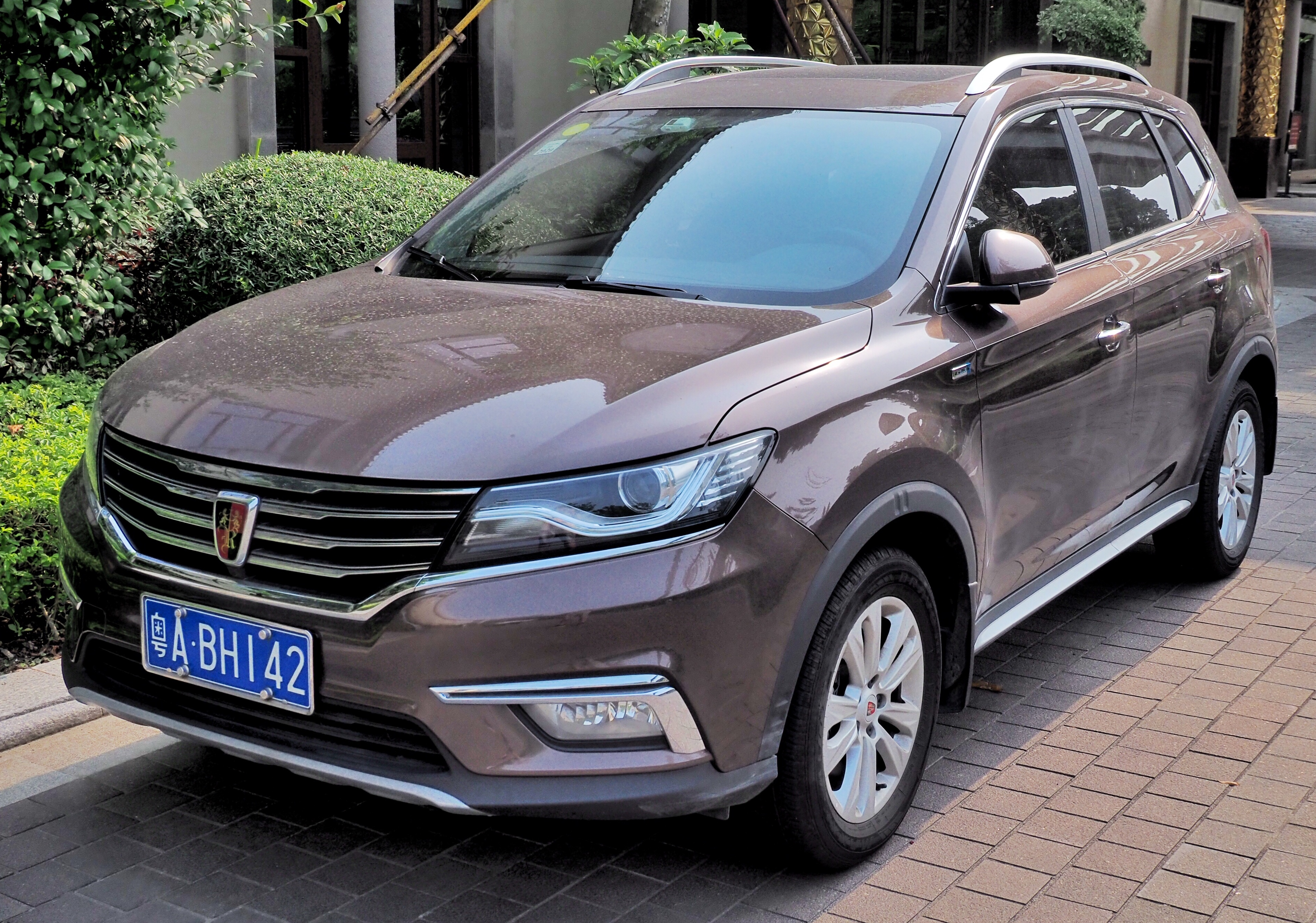
Roewe RX5

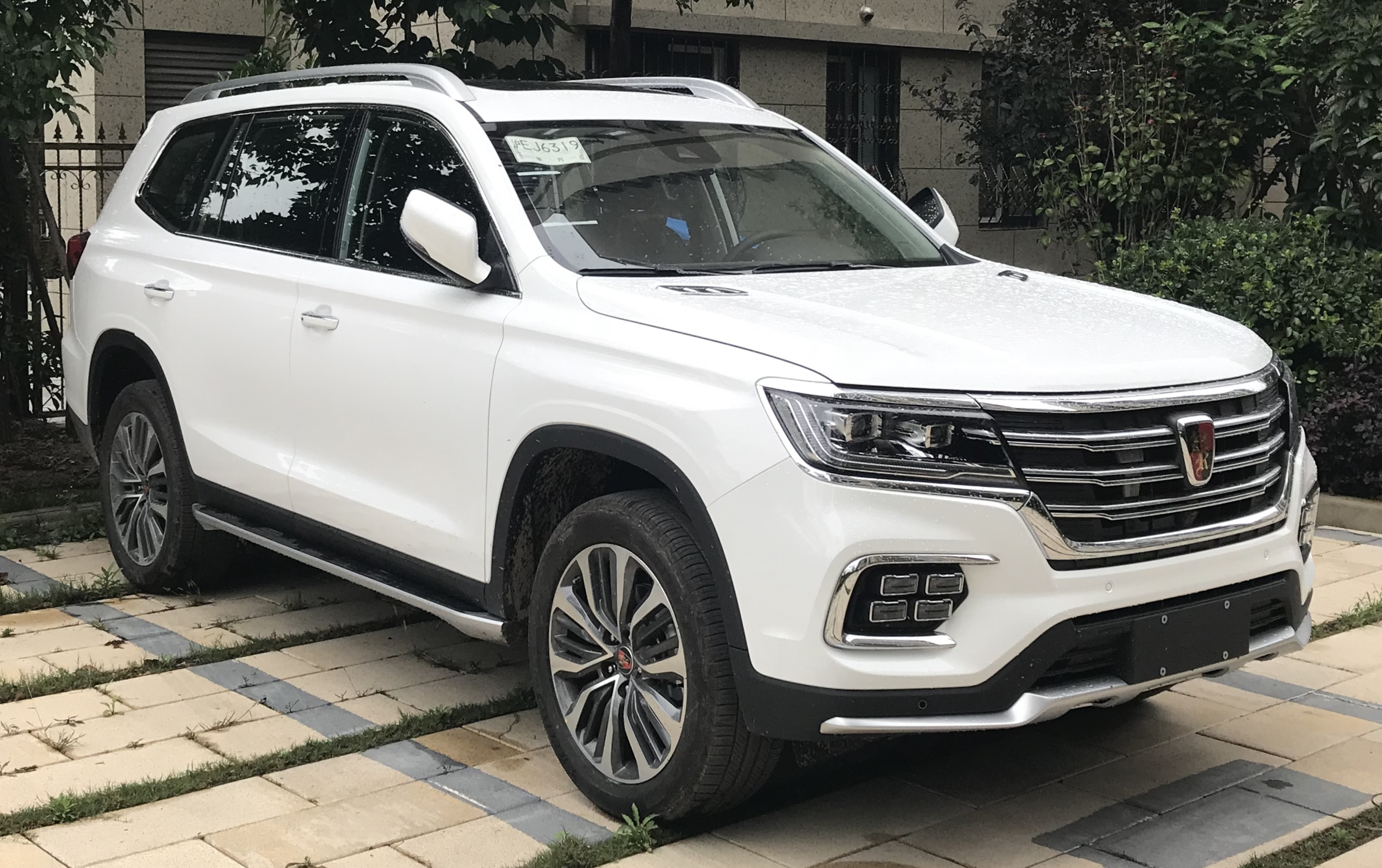
Roewe RX8

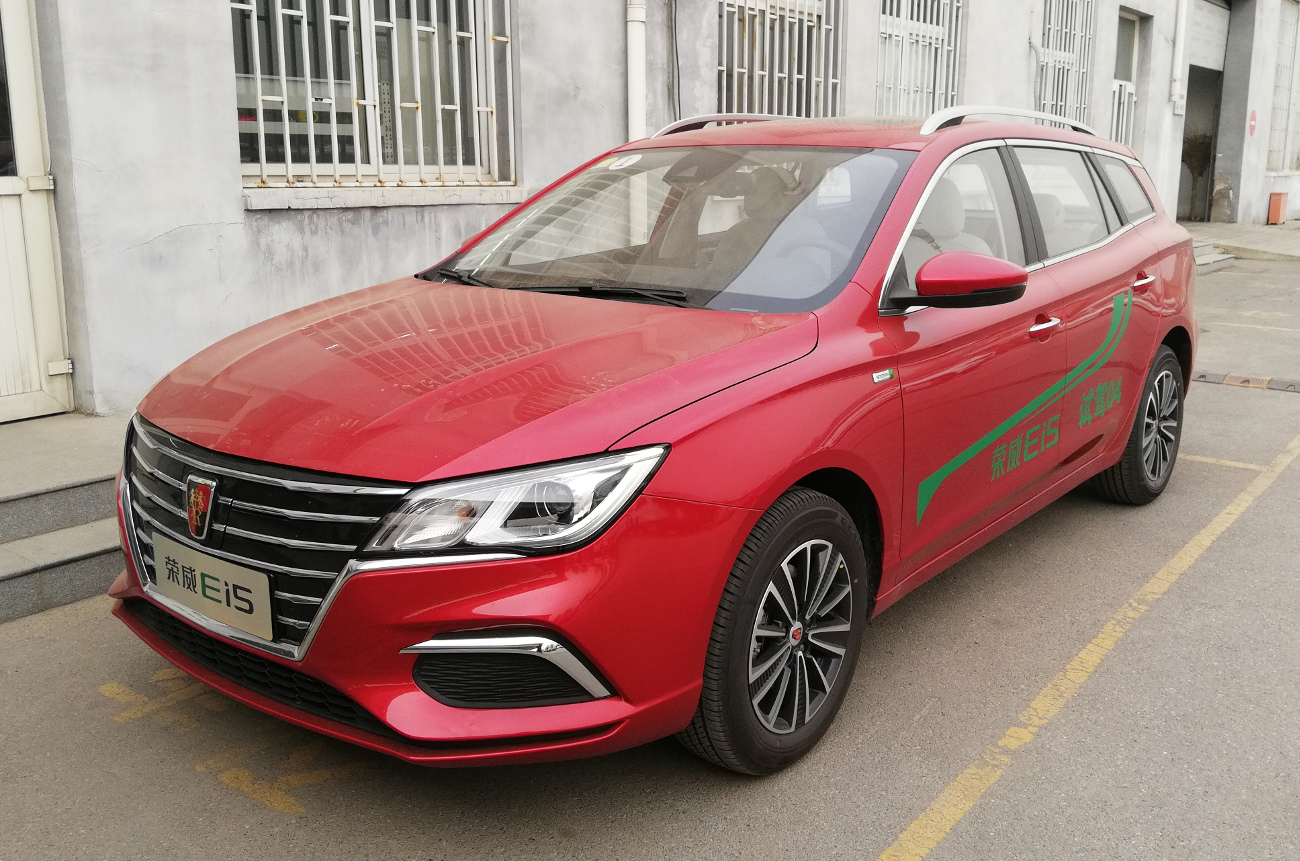
Roewe Ei5

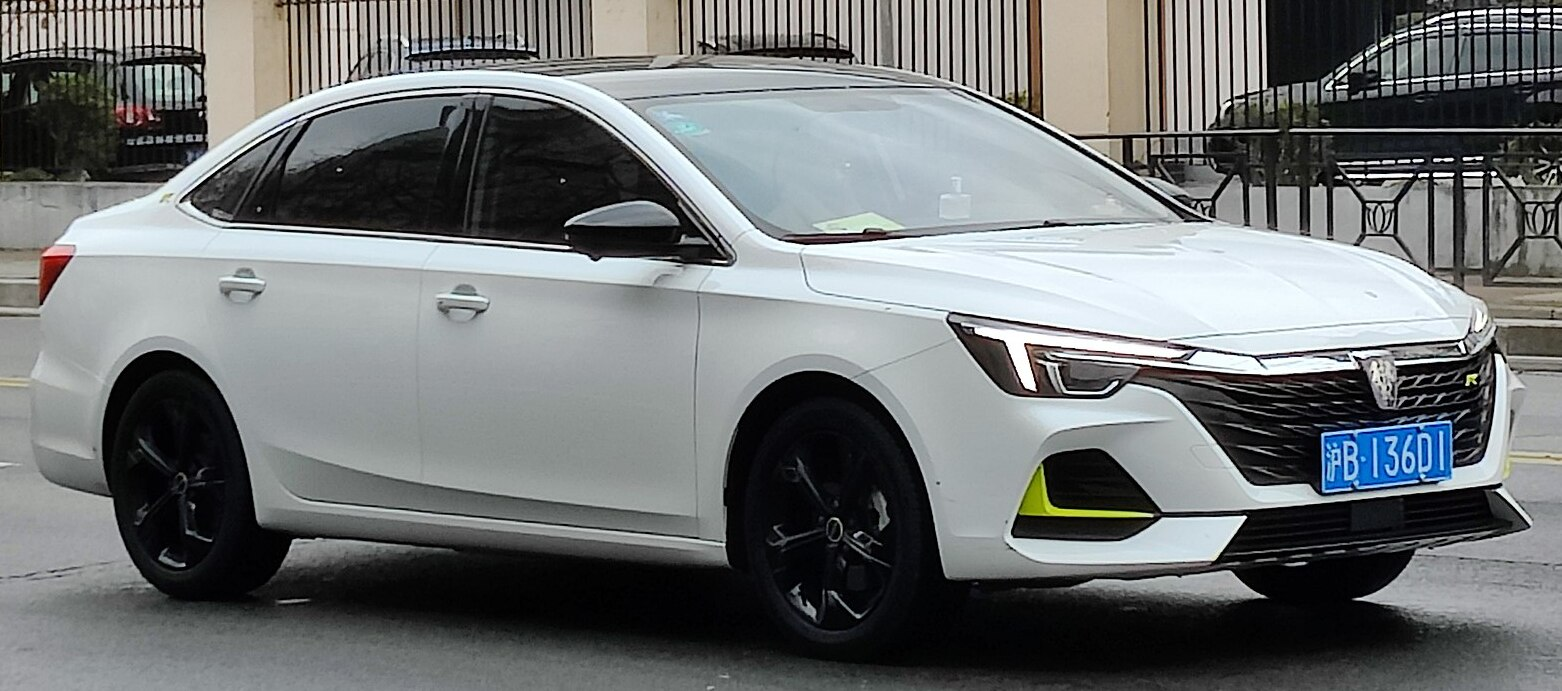
Roewe i6 Max

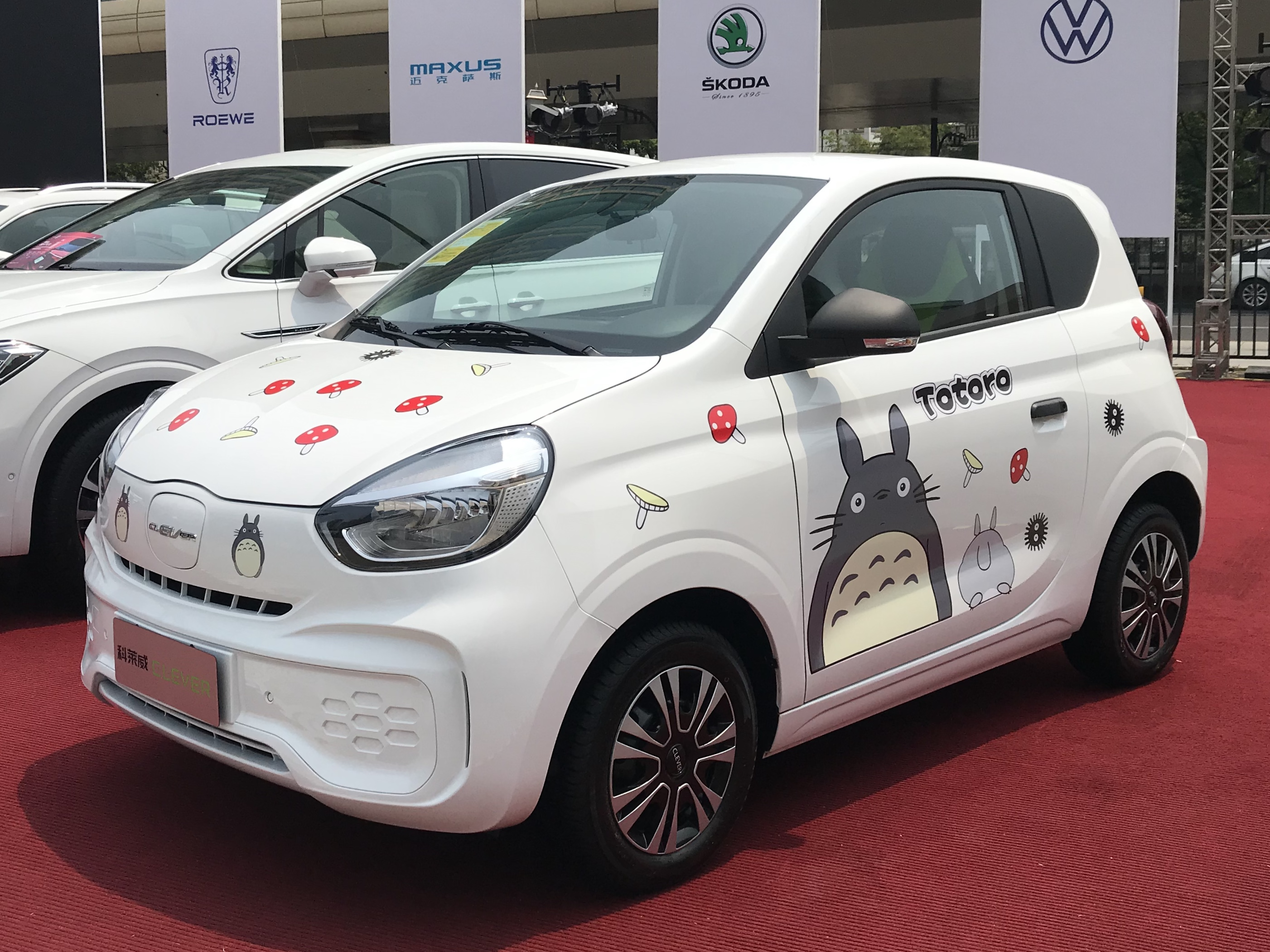
Roewe Clever

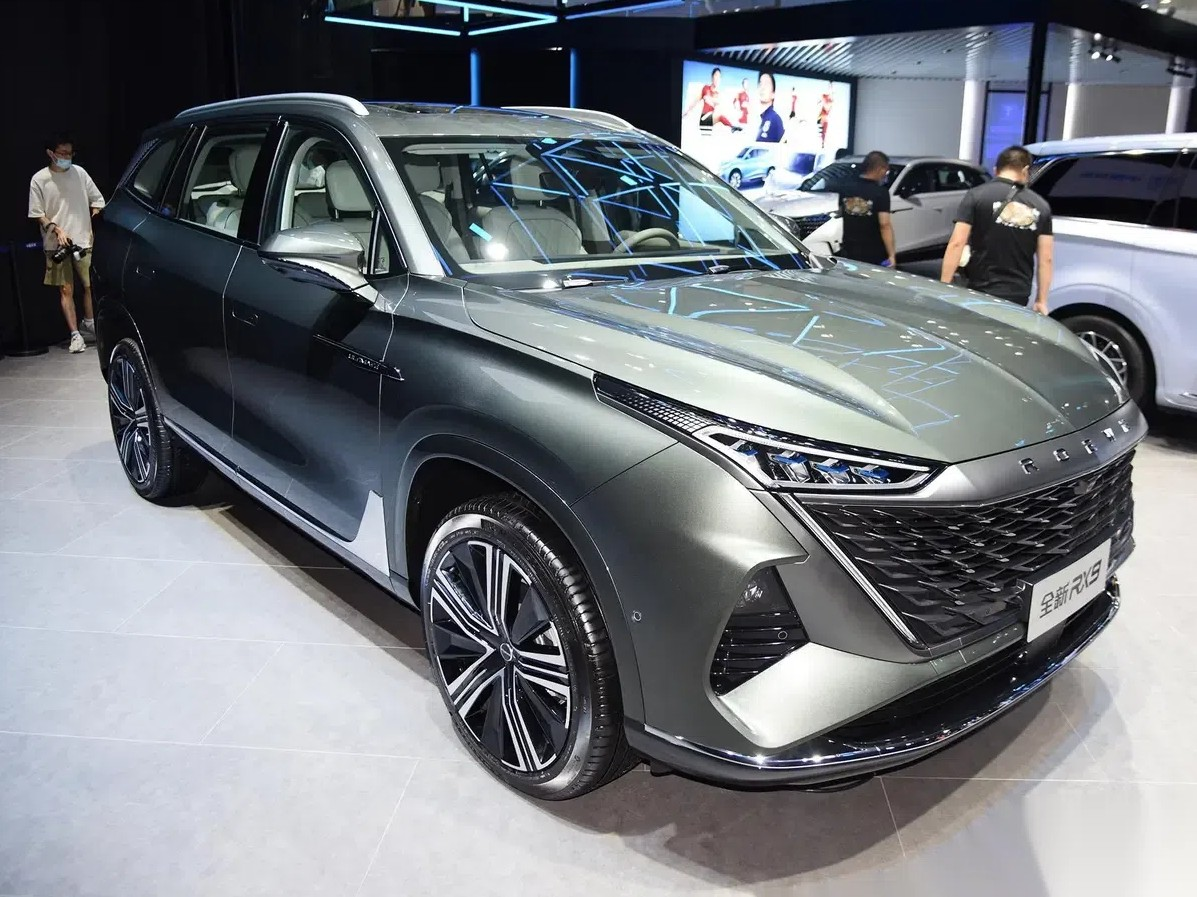
Roewe RX9

Roewe (chiń. upr. 荣威) – chiński producent samochodów osobowych, z siedzibą w Szanghaju, działający od 2006 roku. Należy do chińskiego koncernu SAIC Motor.

## Historia

### Początki
W pierwszej połowie 2005 roku chiński koncern SAIC wyraził zainteresowanie zakupem masy upadłowościowej brytyjskiego MG Rover Group. Jako że w lipcu tego samego roku oferta SAIC została przelicytowana przez konkurencyjne Nanjing Automobile, poprzestano na zakupie praw do technologii oraz produkcji miejskiego Rovera 25 i flagowego Rovera 75.
Ostatecznie, nowy chiński właściciel zdecydował się wdrożyć do lokalnej produkcji nieznacznie zmodernizowanego Rovera 75, wydłużając jego rozstaw i modyfikując stylizację tylnej części nadwozia, prezentując go w październiku 2006 roku. Pierwotnie chiński właściciel planował kontynuować stosowanie nazwy Rover wzorem siostrzanego MG, jednak kupno praw do produkcji modeli dawnego brytyjskiego producenta nie obejmowało przejęcia praw do nazwy Rover, które przynależyły do amerykańskiego Forda. W efekcie SAIC skorygowało nazwę Rover na Roewe, w nieznacznym stopniu modyfikując logotyp i tworząc nową markę z pierwszym modelem o nazwie Roewe 750.

### Rozbudowa gamy
Niespełna dwa lata po debiucie rynkowym marki Roewe na chińskim rynku, SAIC przeszło do rozbudowy oferty o konstrukcje opracowane już samodzielnie. Pierwszym modelem został przedstawiony w kwietniu 2008 roku kompaktowy sedan 550 plasujący się poniżej sztandarowego 750, dzieląc z nim jedynie płytę podłogową przy nowym projekcie nadwozia i kabiny pasażerskiej. W 2008 roku Roewe planowało też rozbudować też swoją gamę o topową, luksusową limuzynę o nazwie R95 zapożyczoną z oferty należącego wówczas do SAIC SsangYonga, jednak ostatecznie między 2008 a 2009 rokiem wyprodukowano jedynie próbną pulę egzemplarzy, które nie trafiły do seryjnej produkcji.
Druga dekada XXI wieku przypadła w ofercie Roewe na rozbudowę oferty o nowe typy konstrukcji. W 2011 roku zaprezentowano pierwszego SUV-a pod nazwą W5, którego opracowano w kooperacji z SsangYongiem, z kolei w 2012 roku przedstawiony został pierwszy samochód elektryczny w postaci miejskiego hatchbacka E50. W 2013 roku przedstawiono pierwszy model Roewe ze spalinowo-elektrycznym napędem w postaci wariantu Roewe 550 typu hybrid plug-in.

### Nowa gama
W 2016 roku Roewe wdrożyło nową taktykę modelową, nadając swoim pojazdom nowy alfanumeryczny porządek nazewniczy i obfitującą w mniej zaokrągleń stylistykę. Pierwszym pojazdem został średniej wielkości SUV Roewe RX5, którego oprogramowanie powstało we współpracy z chińskim holdingiem Alibaba Group. W 2017 roku Roewe przedstawiło swojego pierwszego SUV-a o napędzie elektrycznym w postaci modelu Marvel X, a w tym samym roku chiński producent poszerzył swoją ofertę modelową o pierwsze 5-drzwiowe kombi również napędzane układem elektrycznym pod nazwą Ei5.
Początek trzeciej dekady XXI wieku to rozbudowa gamy SUV-ów Roewe o kolejne segmenty rynku. W 2021 roku do sprzedaży trafił pierwszy SUV Coupe o nazwie Whale, z kolei w 2022 przedstawiono hybrydowy wariant RX3 Pro o nazwie Lomemo. W tym samym roku firma wdrożyła nowy język stylistyczny przy okazji kolejnej generacji modelu RX5, a także topowego RX9. 2023 rok przyniósł nową linię modelową D7, a także radykalną redukcję gamy ze starszych oraz niepopularnych konstrukcji.

### Rynki eksportowe
Choć Roewe jest marką obecną wyłącznie na wewnętrznym rynku chińskim i pozycjonowana jest w portfolio SAIC jako bardziej luksusowa alternatywa dla tańszego MG i Maxusa, to produkty Roewe są eksportowane i oferowane na licznych rynkach globalnych pod lepiej rozpoznawalną marką MG równolegle z własnymi modelami tej marki. Pierwszym rynkiem, gdzie rozpoczęto stosować tę politykę, było Chile w 2008 roku, a w kolejnych latach poszerzono zasięg rynkowy także o Bliski Wschód, Filipiny, Indie, Tajlandię, Australię i Europę Zachodnią.

## Modele samochodów

### Obecnie produkowane

#### Samochody osobowe
- i5
- D7

#### Crossovery i SUV-y
- RX5 Plus
- RX5
- D5X
- RX9

#### Samochody elektryczne
- Clever
- Ei5
- i6 Max EV
- D7 EV
- iMAX8 EV

#### Vany
- iMAX8

### Historyczne
- R95 (2008–2009)
- 550 (2008–2016)
- 750 (2006–2016)
- E50 (2012–2016)
- W5 (2011–2017)
- 360 (2015–2017)
- 350 (2010–2018)
- 950 (2012–2019)
- i6 (2017–2019)
- 360 Plus (2017–2020)
- RX3 (2017–2021)
- Marvel X (2018–2021)
- ERX5 (2018–2022)
- i6 Plus (2019–2022)
- RX5 Max (2019–2022)
- RX3 Pro (2019–2022)
- RX8 (2018–2023)
- i6 Max (2020–2023)
- Whale (2022–2023)
- Lomemo (2022–2023)

### Studyjne
- Roewe N1 Concept (2009)
- Roewe E1 Concept (2010)
- Roewe Vision-R (2015)
- Roewe Vision-E (2015)
- Roewe Vision-i (2019)
- Roewe Vision-iM (2019)
- Roewe Max Concept (2019)
- Roewe R-Aura (2020)
- Roewe iM8 Concept (2020)
- Roewe Whale Concept (2021)
- Roewe Pearl (2025)